# جون توسا
جون توسا (بالإنجليزية: John Tusa)‏ هو صحفي بريطاني، ولد في 2 مارس 1936 في تشيكوسلوفاكيا.

## وصلات خارجية
- جون توسا على موقع ميوزك برينز (الإنجليزية)